# MŠK Slovan Trenčianske Teplice
MŠK Slovan Trenčianske Teplice là một câu lạc bộ bóng đá Slovakia, đến từ thị trấn Trenčianske Teplice.

## Màu sắc
Màu sắc của câu lạc bộ là xanh lá cây và vàng.